# Кубок Мердека
Кубок Мердека (малайск. Pestabola Merdeka) — международный футбольный турнир, проводимый в Малайзии в ознаменование Дня независимости. В основном матчи проходят на Стадионе Независимости в Куала-Лумпуре. Соревнование носит название малайское слово, обозначающее независимость. Кубок Мердека когда-то неофициально назывался «Великая старая леди Азии», в котором охотно участвовали лучшие сборные. По состоянию на 2023 год турнир проводился 42 раза, причём в последние десятилетия частота проведения уменьшалась. Кубок Мердека — старейший футбольный турнир в Азии и его матчи считаются ФИФА международными матчами категории «А» (товарищеский матч).

## История

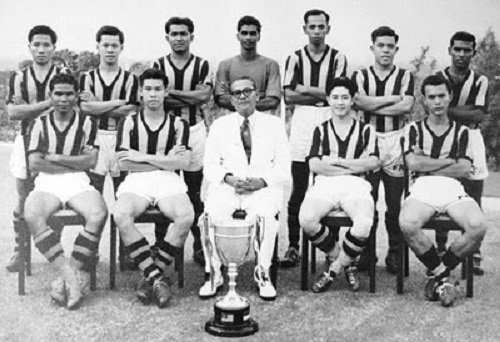
Победитель Кубка Мердека 1958 года Сборная Малайи по футболу, за пять лет до слияния в Малайзию, вместе с Тунку Абдул Рахманом (в центре), первым премьер-министром Малайи и президентом Футбольная ассоциация Малайзии и АФК.

Кубок Мердека проводится с 1957 года и является старейшим футбольным турниром в Азии. В 1960-1980-х годах турнир назывался Mini Asia Cup. Президент ФИФА сэр Стэнли Роуз был удивлён, что новая независимая азиатская страна смогла успешно организовать футбольный турнир, где все расходы команд-гостей полностью взяли на себя хозяева. Турнир имел огромный успех, вдохновив другие страны Азии на проведение подобных турниров, таких как Юбилейный турнир Джакарты в Индонезии, Кубок короля в Таиланде и Кубок президента в Южной Корее. С 1957 по 1988 год кубок разыгрывался ежегодно, но с 1989 по 2023 год состоялось только десять турниров. В конце 1950-х — начале 1980-х годов это был престижный турнир среди азиатских стран, которые присылали своих основные составы. Но с конца 1980-х годов интерес к кубку угас как со стороны футбольных болельщиков, так и со стороны футбольных федераций, поскольку многие азиатские страны больше внимания уделяли квалификационным этапам чемпионата мира по футболу и Кубка Азии.
Первый турнир состоялся в августе—сентябре 1957 года, и первыми победителями стала сборная Гонконга С тех пор турнир выигрывали Малайзия, Южная Корея, Мьянма, Индонезия и другие страны Азии, а также южноамериканские и европейские команды..
Малайя/Малайзия выигрывала этот трофей десять раз и дважды делила первое место с Южной Кореей (1960 и 1979 годы), восемь раз занимала второе место, тогда как южнокорейские команды выигрывали его семь раз. Также неоднократно победителями становились Индонезия, Тайвань и Мьянма, по одному разу Марокко (1980), Новая Зеландия (2000), Узбекистан (2001) Таджикистан (2023), олимпийская сборная Чехословакии (1987), австрийский SK Admira Wacker (1991), немецкий Hamburger SV (1988), аргентинский Buenos Aires XI (1983) и бразильская Санта-Катарина XI (1982). Вторые места занимали команды бразильских штатов Сан-Паулу XI, Минас-Жерайс XI и футбольный клуб «Америка» из Рио-де-Жанейро, а также Япония и Индия.
Кубок Мердека 2024 года состоится в сентябре 2024 года. По решению главного тренера малайзйской сборной Ким Пан Гона на турнир будут приглашены три страны. В турнире используется тот же формат, что и в 2023 году, где команды с более высоким рейтингом получили пропуск в полуфинале и остались ждать только финала.